# Chapelle de la Madeleine de Saint-Lô
Pour les articles homonymes, voir Chapelle de la Madeleine.
La chapelle de la Madeleine est une chapelle, devenue mémorial de la Seconde Guerre mondiale,  située à Saint-Lô dans le département français de la Manche.

## Situation
La chapelle est située à l'est du haras, à proximité de la rue de Paris (route de Bayeux).

## Historique
Cette chapelle est le vestige d'une ancienne léproserie du XIVe siècle. Acquise par la ville en 1988, la chapelle est restaurée jusqu'en 1994 et transformée en mémorial de la Libération, inauguré en mai 1995. Il honore la mémoire des soldats des 29e et 35e divisions d'infanterie des États-Unis qui ont libéré Saint-Lô en 1944. Des photos, des plaques commémoratives, des tableaux et des drapeaux y sont exposés.

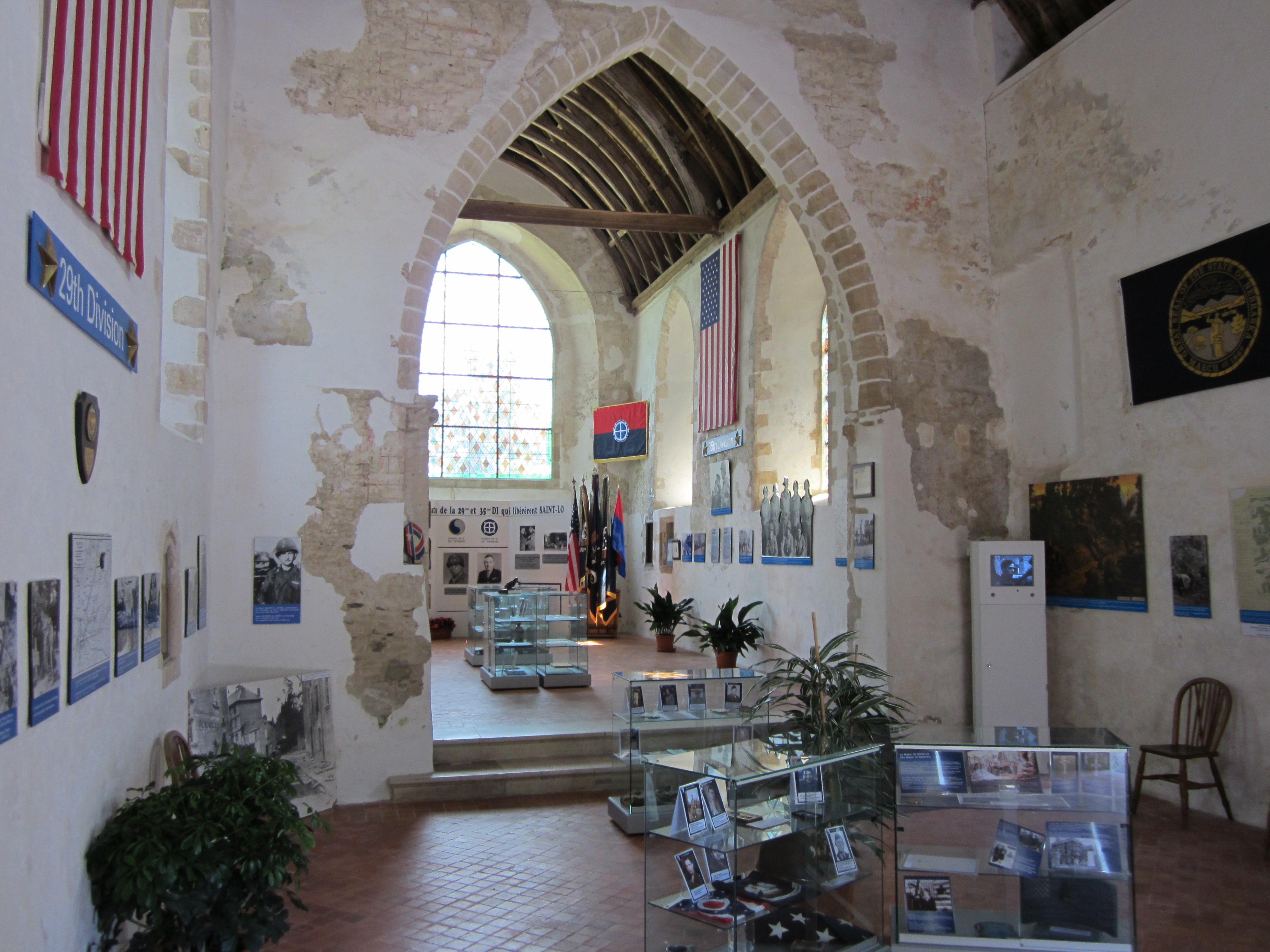
Exposition permanente du musée.
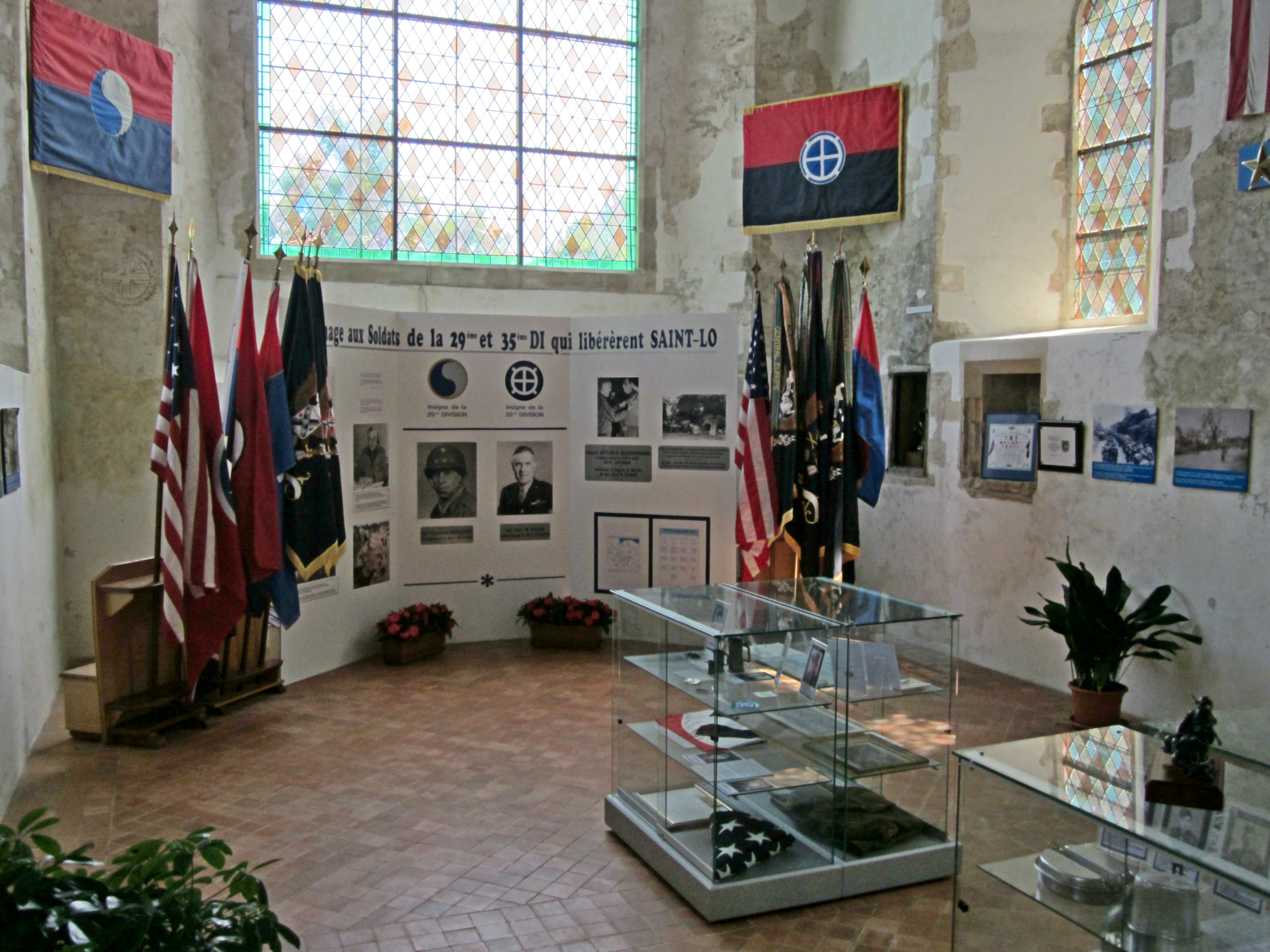
Drapeaux américains.

## Architecture
Le monument fait l’objet d’une inscription au titre des monuments historiques depuis le 3 septembre 1974.